# ژان-ماری روار
ژان-ماری روار (فرانسوی: Jean-Marie Rouart‎; زاده ۸ آوریل ۱۹۴۳ در نوی-سور-سن) روزنامه‌نگار، نویسنده اهل فرانسه بود. او در ۱۵ دسامبر ۱۹۹۷ به عضویت فرهنگستان فرانسه انتخاب شد.
وی همچنین برندهٔ جوایزی همچون جایزه رنودو، لژیون دونور (افسر)، و جایزه انترالیه شده‌است.